# Simulium chenzhouense
Simulium chenzhouense är en tvåvingeart som beskrevs av Chen, Zhang och Wen-Xuan Bi 2004. Simulium chenzhouense ingår i släktet Simulium och familjen knott. Inga underarter finns listade i Catalogue of Life.